# Linckia
Genre
Synonymes
- Calliophidiaster Tommasi, 1970
- Cribrella L. Agassiz, 1835

Linckia est un genre d'étoiles de mer de la famille des Ophidiasteridae.

## Description et caractéristiques

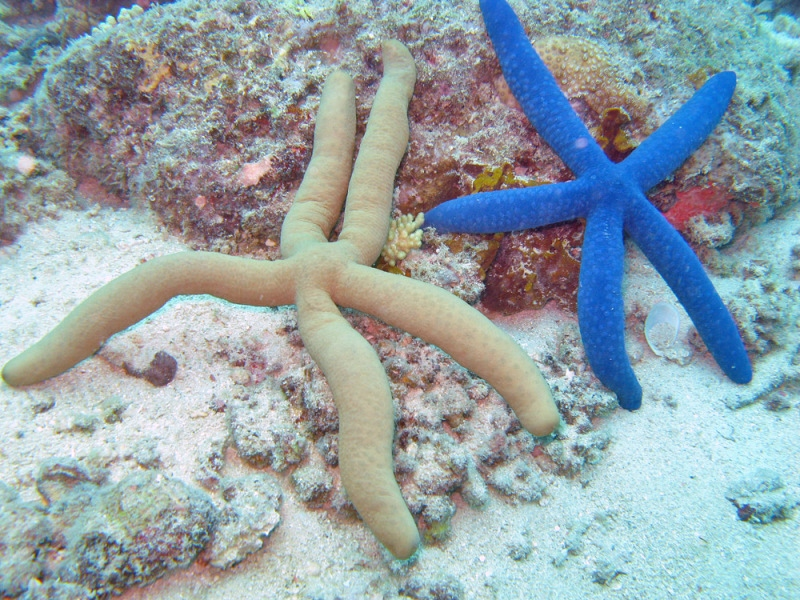
Une Linckia guildingi avec une Linckia laevigata

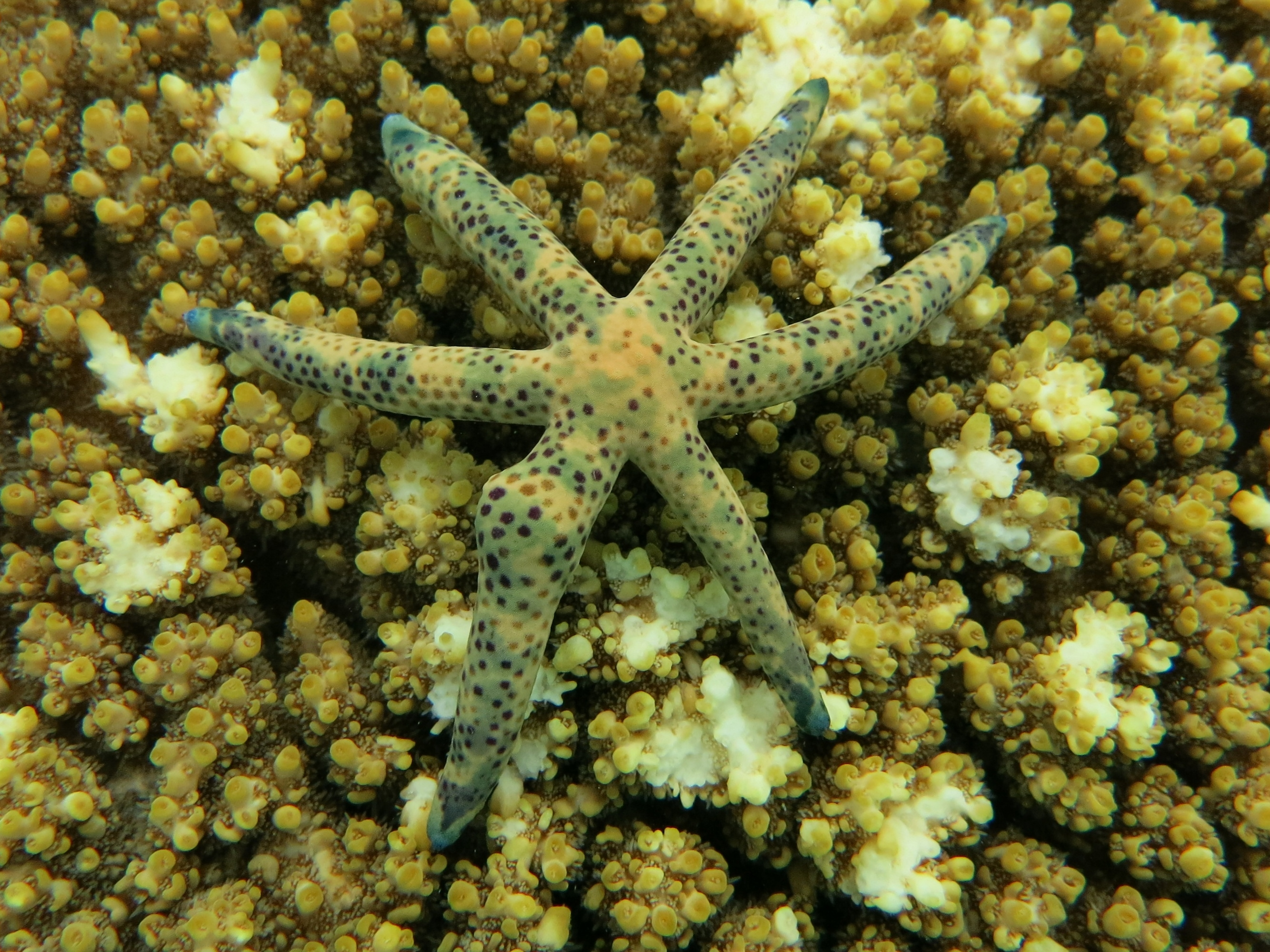
Une Linckia multifora avec 6 bras, ce qui n'est pas rare pour cette espèce.

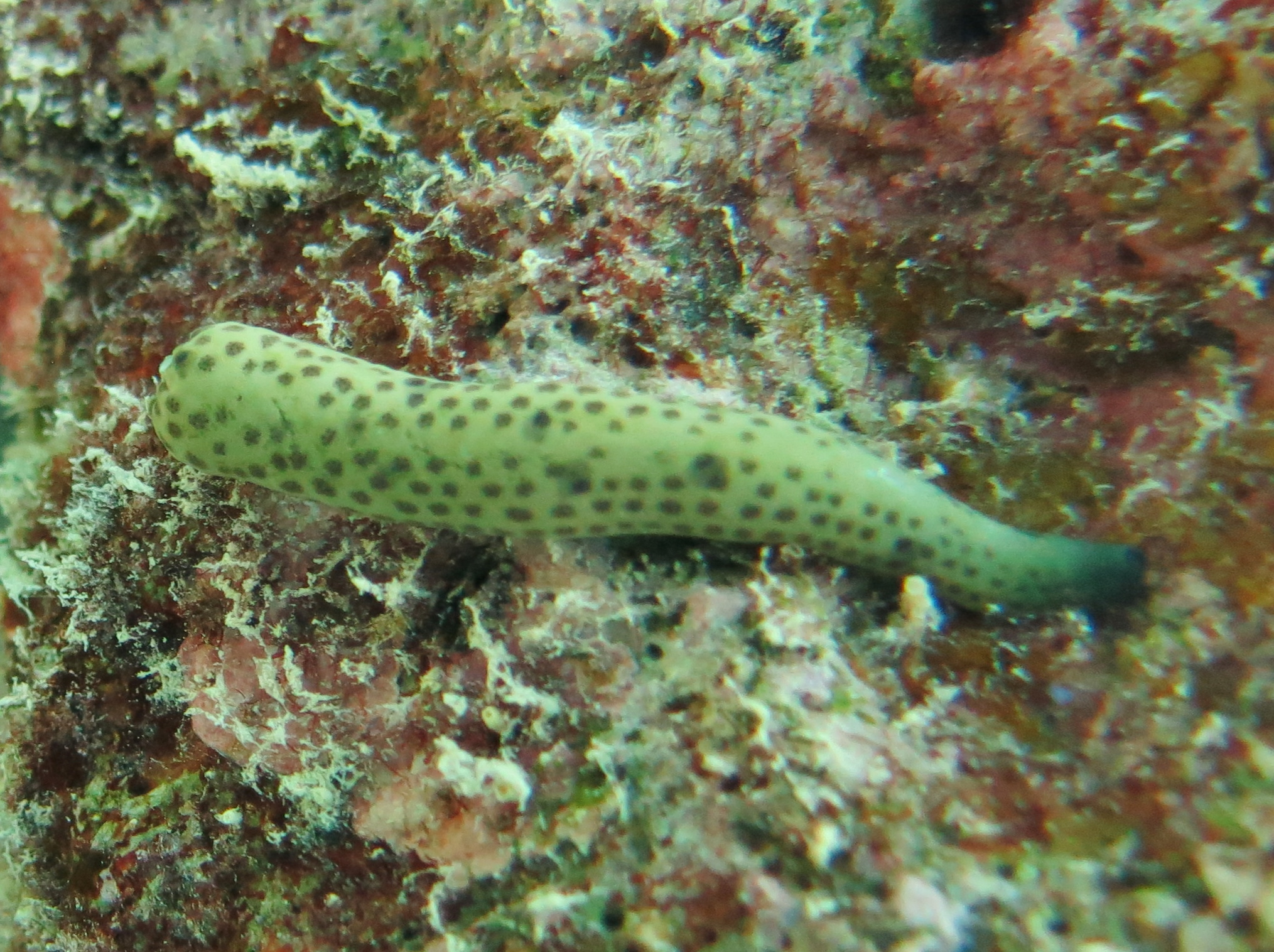
Un bras isolé de Linckia multifora. Chez cette espèce, celui-ci sera capable de recréer une étoile entière en quelques mois.

Ce sont de grandes étoiles régulières à 5 bras très longs et de section arrondie, avec un disque central très réduit. Les bras peuvent être de longueur ou de nombre irrégulier du fait de la prédation et de la régénération de l'animal.
Les plaques squelettiques sont arrondies et entièrement couvertes de fines granules. Les plaques abactiniales sont disposées de manière irrégulière (sauf parfois à la base des bras). Les pores sont disposés en groupes, rarement sur la moitié inférieure des bras. 
Le genre est nommé en hommage au naturaliste allemand Johann Heinrich Linck l'Ancien (1674-1734), auteur d'un traité sur les étoiles de mer publié en 1733.

## Habitat et répartition
Ces étoiles sont présentes principalement dans le bassin Indo-Pacifique, où elles habitent souvent les récifs de coraux.

## Écologie et comportement
Ces étoiles sont connues pour leur remarquable capacité régénératrice, leur permettant de se défendre contre leurs prédateurs par autotomie. Ainsi, à partir d'un seul bras (chacun contenant tous les organes utiles à la survie), l'étoile peut se régénérer complètement.
Ces étoiles ont ainsi accès à un mode de reproduction asexué : grâce à leurs remarquables capacités régénératrices, un individu peut se séparer d'un bras pour créer, à terme, un nouvel individu indépendant (qui sera un clone),.
Mais en temps normal, la reproduction est gonochorique, et mâles et femelles relâchent leurs gamètes en même temps grâce à un signal phéromonal, en pleine eau, où œufs puis larves vont évoluer parmi le plancton pendant quelques semaines avant de rejoindre le sol pour entamer leur métamorphose.

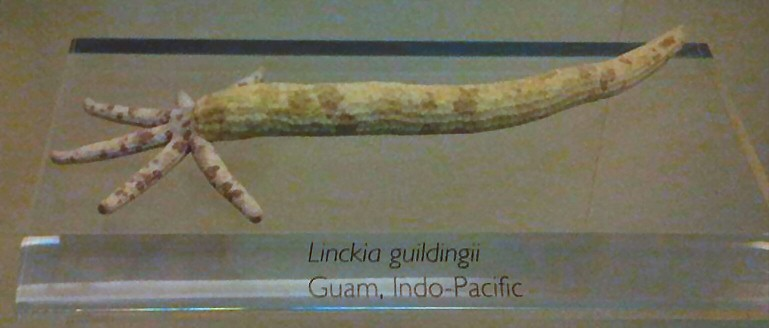
Linckia guildingi régénérée à partir d'un seul bras. Ce phénomène leur confère cette forme caractéristique de « comète de mer », et permet une multiplication asexuée.

Plusieurs espèces de petits invertébrés peuvent vivre en symbiose avec ces étoiles, notamment des crevettes nettoyeuses du genre Periclimenes.

## Liste d'espèces
| Selon World Register of Marine Species (26 décembre 2013) : - Linckia bouvieri Perrier, 1875 -- Atlantique tropical - Linckia columbiae Gray, 1840 -- Pacifique est - Linckia gracilis Liao, 1985 -- Mer de Chine - Linckia guildingi Gray, 1840 -- Circumtropicale - Linckia laevigata (Linnaeus, 1758) -- Indo-Pacifique tropical - Linckia multifora (Lamarck, 1816) -- Indo-Pacifique tropical - Linckia nodosa Perrier, 1875 -- Atlantique tropical ouest (considérée par H.L. Clark comme indistincte de L.bouvieri) - Linckia profunda Mah, 2021 -- Île de Pâques - Linckia tyloplax H.L. Clark, 1914 -- Australie occidentale | Selon ITIS (26 décembre 2013) : - Linckia bouvieri - Linckia columbiae Gray, 1840 - Linckia guildingii Gray, 1840 - Linckia multifora - Linckia nodosa |

Ces classifications pourraient cependant être remises en cause par des analyses génétiques récentes.

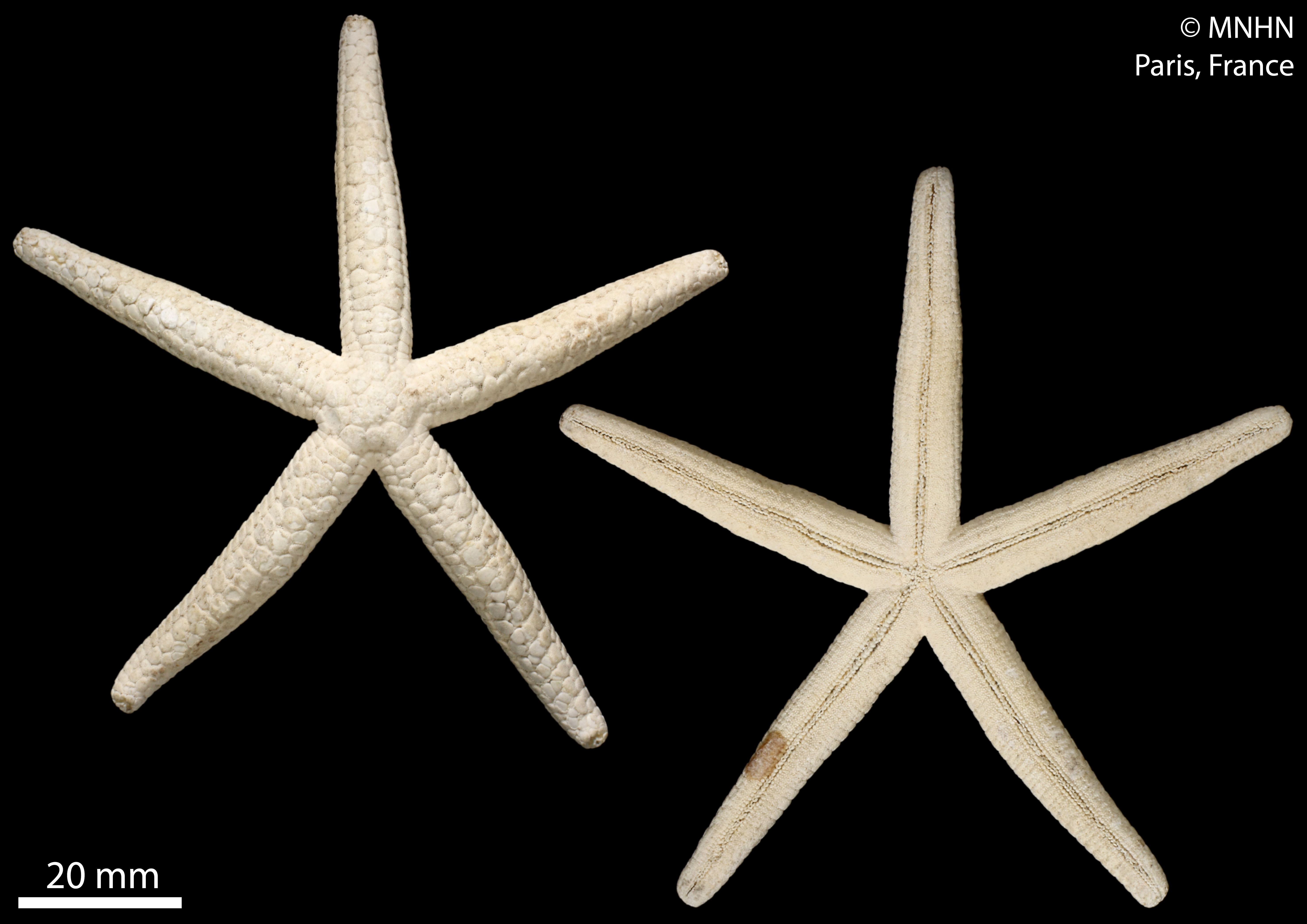
Linckia bouvieri
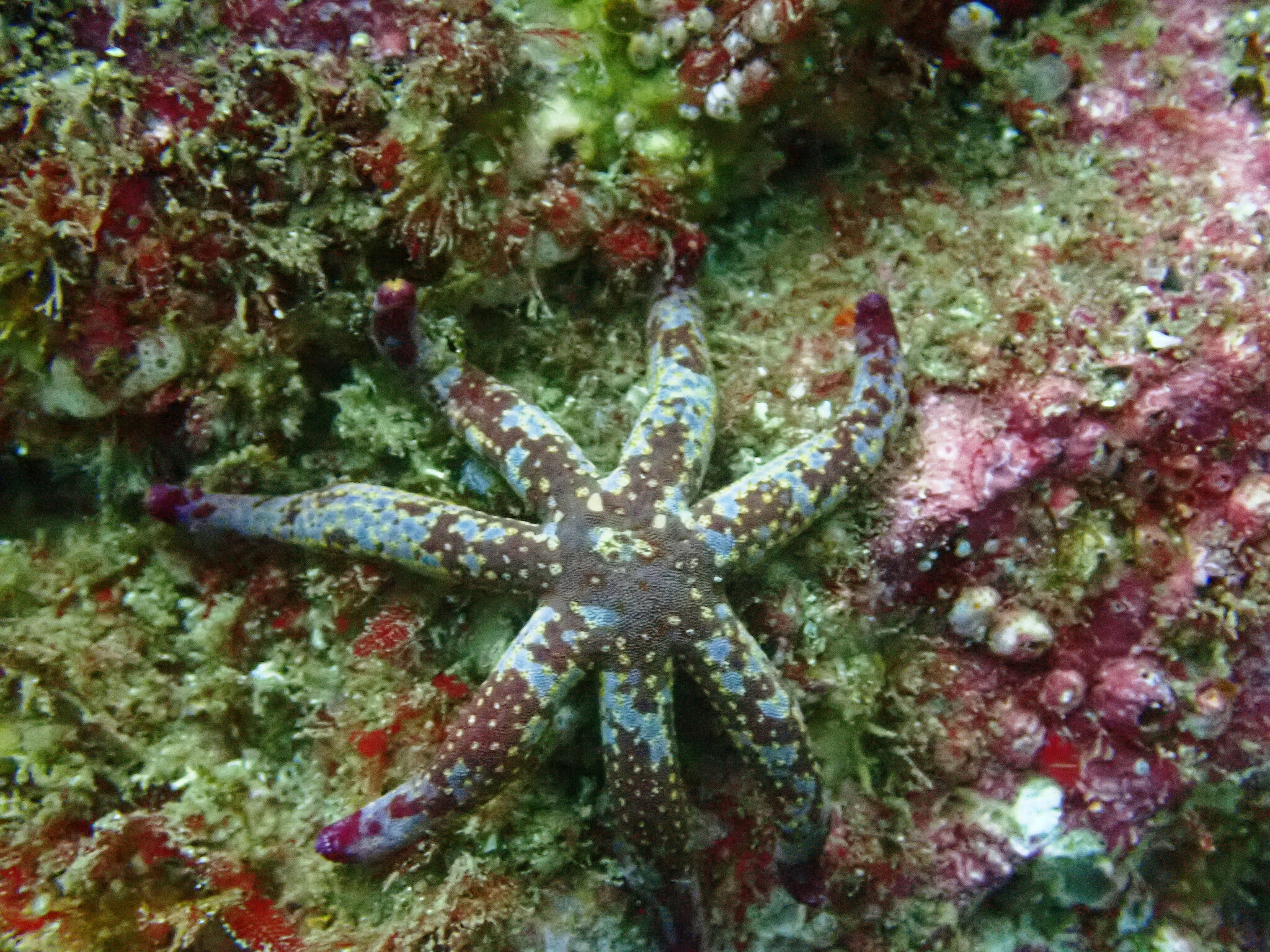
Linckia columbiae
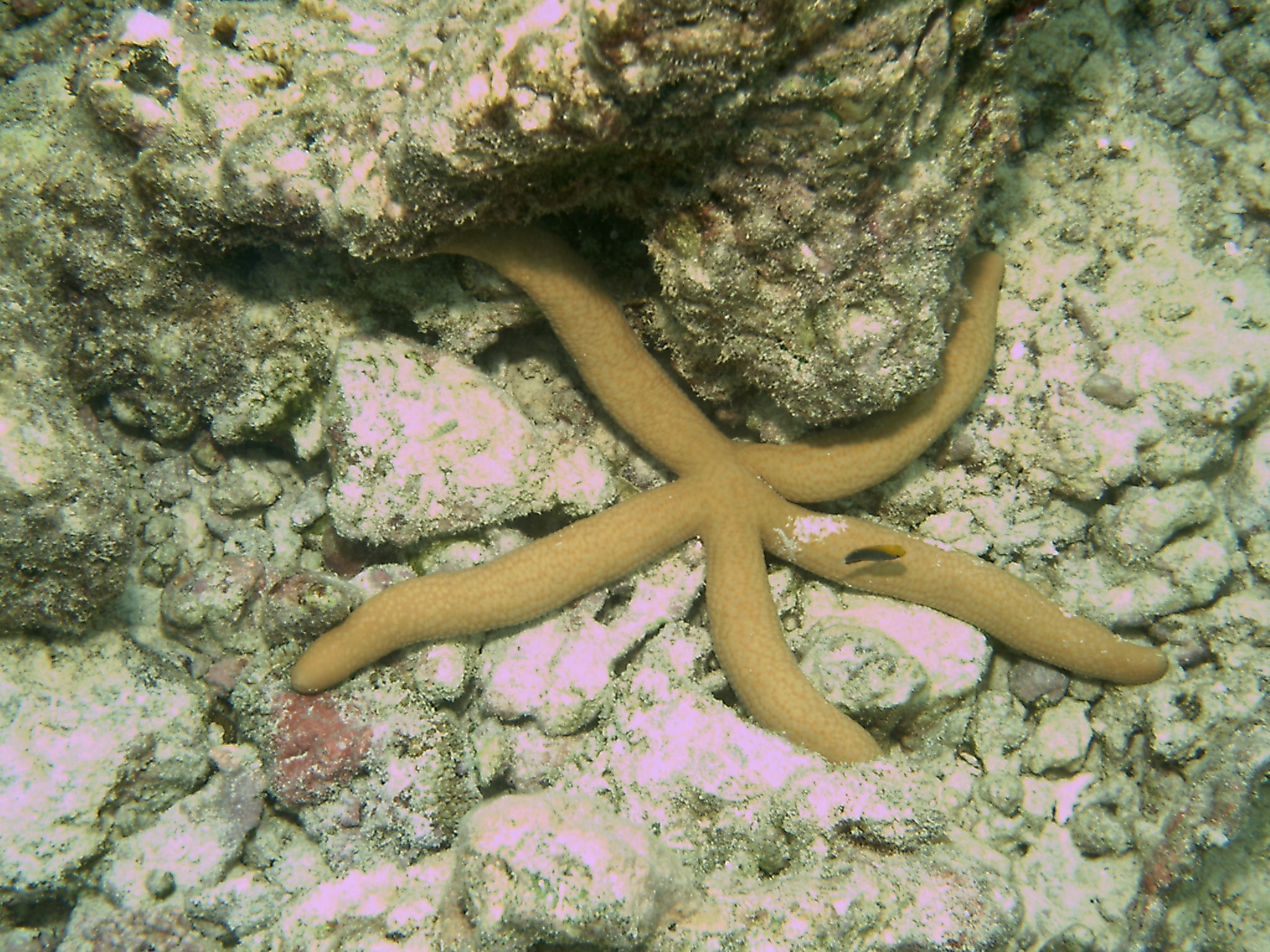
Linckia guildingi
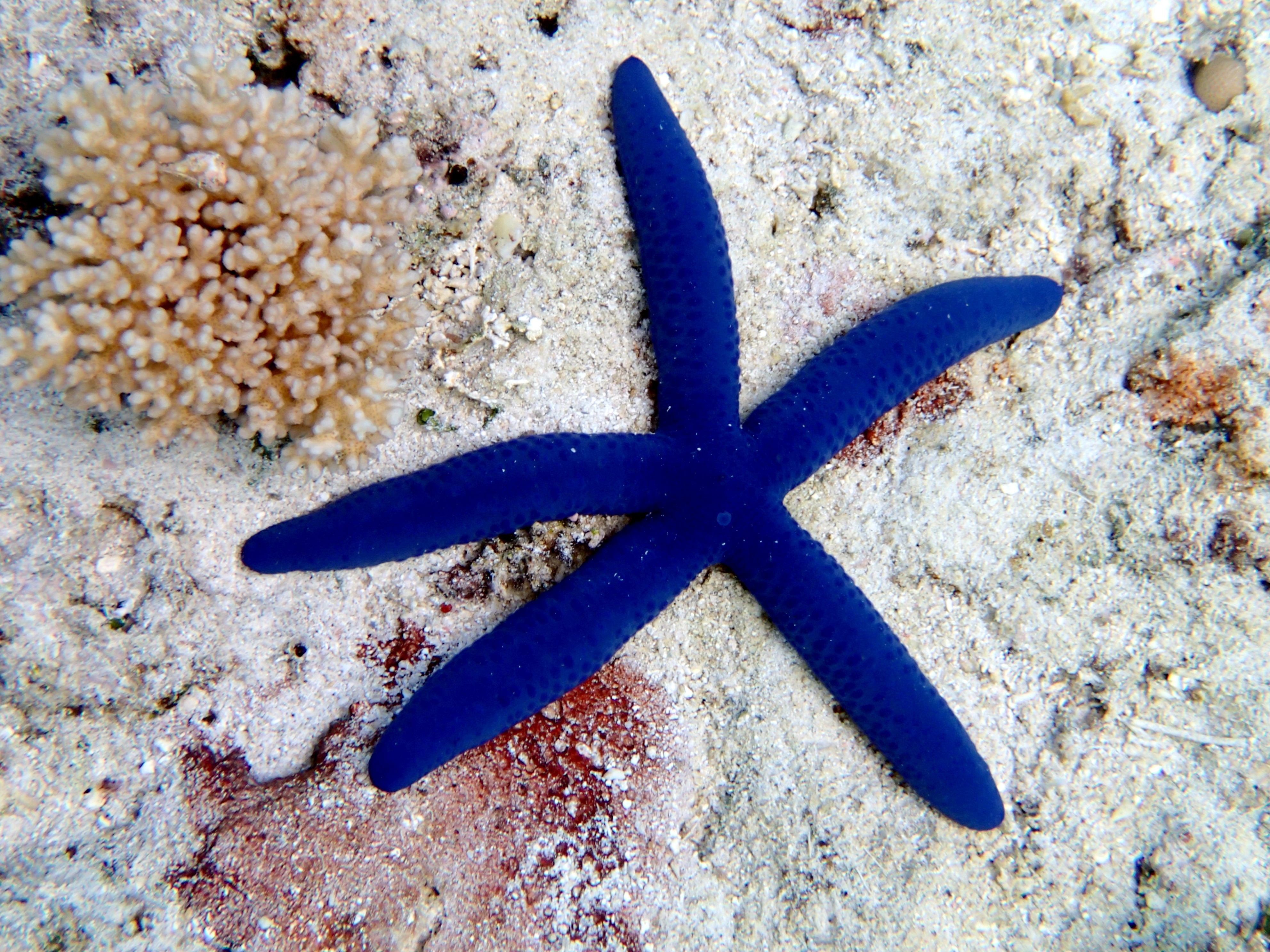
Linckia laevigata
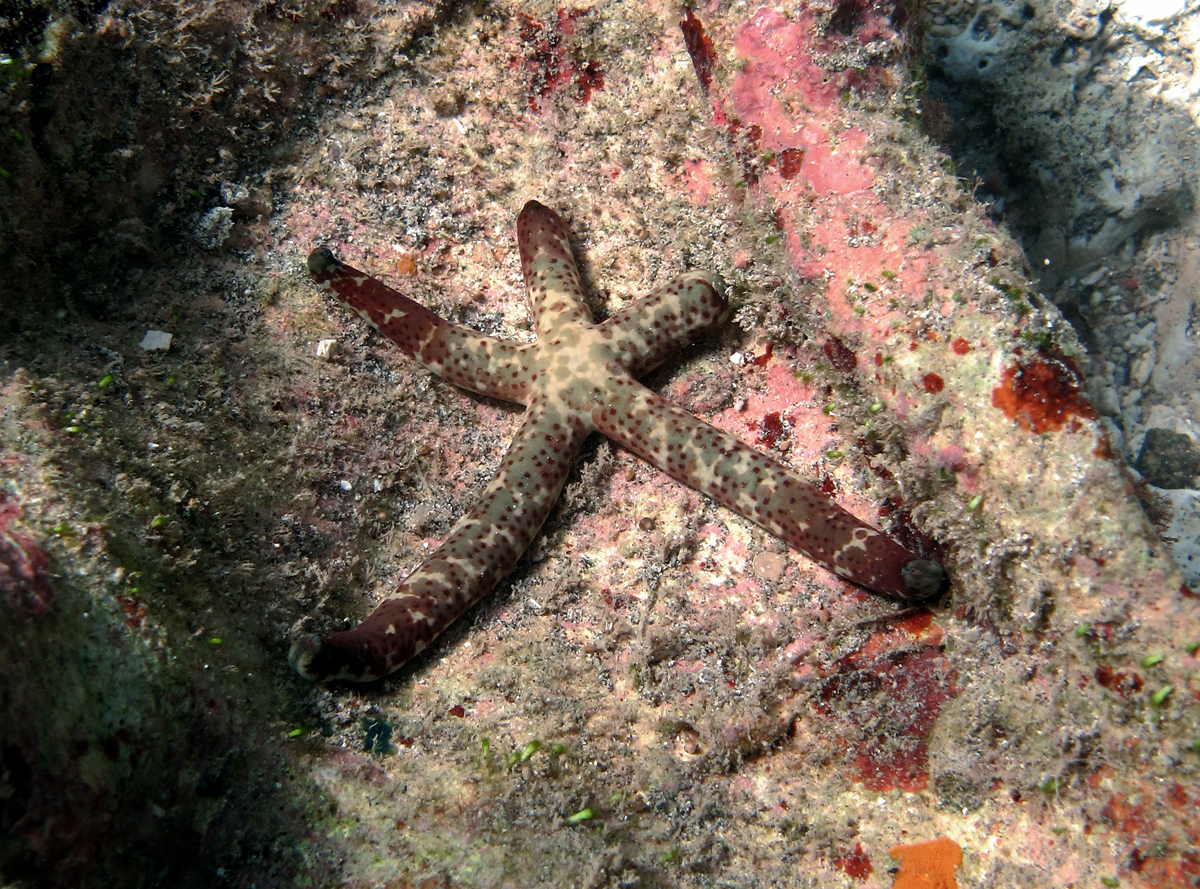
Linckia multifora
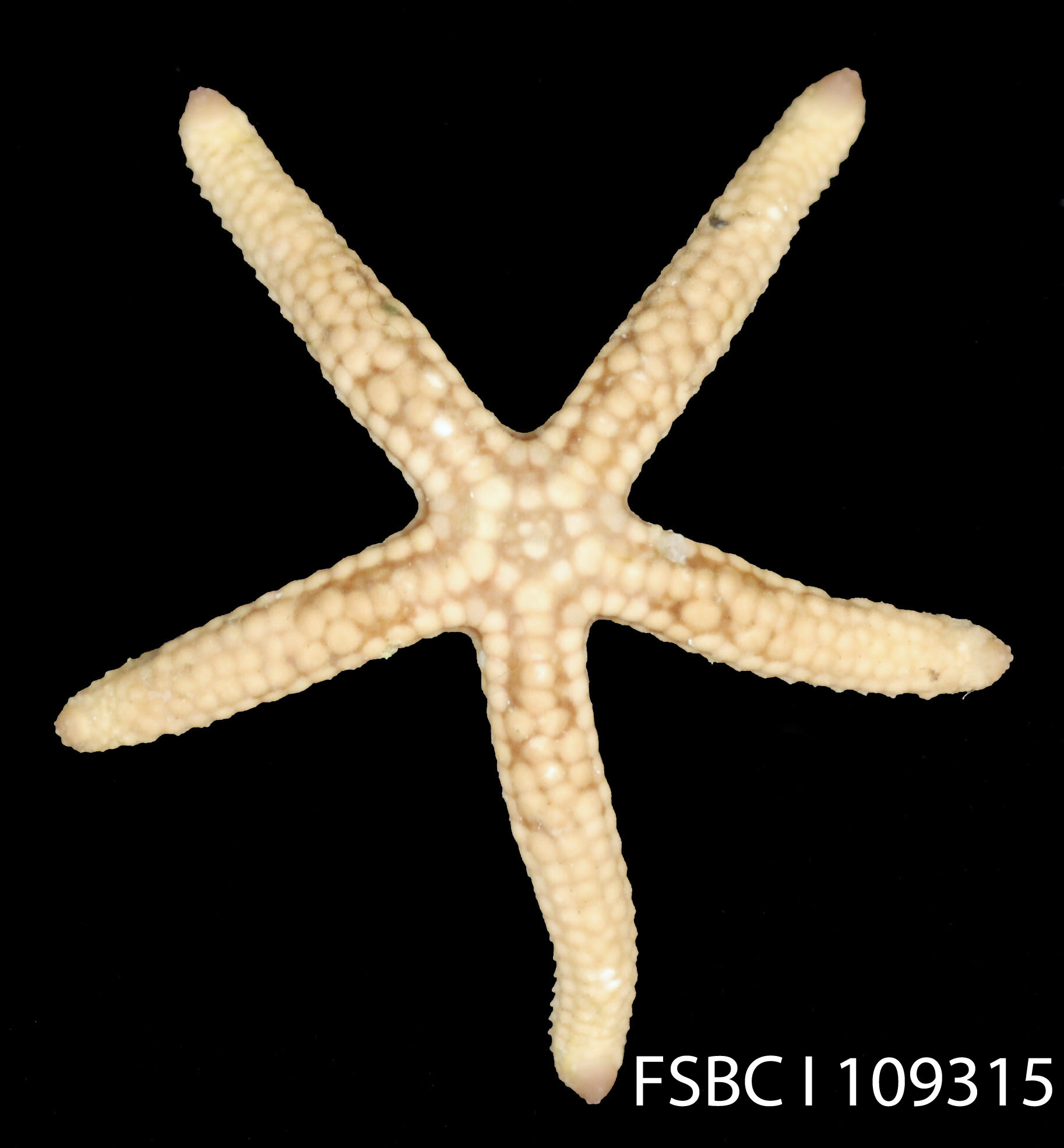
Linckia nodosa